# Кудузулуш II
Кудузулуш II (д/н — бл. 1600 до н. е.) — суккуль-мах (верховний володар) Еламу близько 1605—1600 роках до н. е.

## Життєпис
Походив з династії Епартідів (Суккуль-махів). Ймовірно, син Шуміт-варташа (II), суккаля Суз і онук Кук-нашура (III). Приблизно в 1620-х роках до н. е. суккуль-мах Темпті-рапташ призначає Кудулзулуша суккалем Суз (можливо, після смерті стрийка Шіртуха).
1600 року до н. е. після смерті Темпті-рапташа спадкував владу. Призначив стриєчного брата Кудузулуша  (III) суккалем Еламу і Симашкі, а сина — Тату — суккалем Суз. Ймовірно, під час його панування відбувалася боротьба з Гулькішаром. царем Країни Моря, в якій близько 1600 року до н. е. загинув Кудузулуш II та суккаль Симашкі. Трон спадкував Тата II.